# اسکایلاین ویو (پنسیلوانیا)
اسکایلاین ویو (به انگلیسی: Skyline View) یک منطقهٔ مسکونی در ایالات متحده آمریکا است که در شهرستان دافین واقع شده‌است. اسکایلاین ویو ۶٫۹ کیلومتر مربع مساحت و ۴٬۰۰۳ نفر جمعیت دارد و ۱۵۳٫۳۲ متر بالاتر از سطح دریا واقع شده‌است.